# Damian Grichting
Damian Grichting (* 8. April 1973 in Leukerbad) ist ein Schweizer Curler. 

## Karriere
Sein internationales Debüt hatte Grichting im Jahr 1997 bei der Curling-Weltmeisterschaft in Bern, er blieb aber ohne Medaille. 2001 gewann er bei der WM in Lausanne mit der Silbermedaille seine erste Medaille. 
Grichting spielte als Lead der Schweizer Mannschaft bei den XIX. Olympischen Winterspielen im Curling. 
Die Mannschaft gewann am 22. Februar 2002 die olympische Bronzemedaille nach einem 7:3-Sieg gegen Schweden um Skip Peter Lindholm.
2006 wurde der bei der EM in Basel Europameister.

## Erfolge
- Europameister 2006
- 2. Platz Weltmeisterschaft 2001
- 2. Platz Europameisterschaft 2001
- 3. Platz Olympische Winterspiele 2002